# Energia (corporação)
A PAO S. P. Korolev Rocket and Space Corporation Energia (em russo: Ракетно-космическая корпорация «Энергия» им. С. П. Королёва, Raketno-kosmicheskaya korporatsiya “Energiya” im. S. P. Koroleva), também conhecida simplesmente como RSC Energia (РКК «Энергия», RKK “Energiya”, anteriormente: OKB-1, TSKBEM e NPO "Energia"), é uma empresa de manufatura russa, especializada no projeto e construção de espaçonaves e componentes para estações espaciais, e indústria aeroespacial em geral.
A empresa é a principal contratadora dos programas espaciais tripulados da Rússia. Ela também possui a maior parte das ações do Sea Launch.
O nome da empresa foi atribuído em homenagem ao seu primeiro projetista chefe, Sergei Korolev e a palavra russa para energia.

## Visão geral
A Energia é a maior empresa da indústria espacial Russa e uma de suas participantes principais. É responsável por todas as operações envolvendo voo espacial tripulado e é a desenvolvedora líder da Soyuz e Progress, além de ser a desenvolvedora líder da parte Russa da [[Estação Espacial Internacional. No meio dos anos 2000, a empresa empregou entre 22 000–30 000 pessoas.
A empresa já foi premiada com 4 Ordens de Lenin, Ordem da Revolução de Outubro e a Mensagem de Agradecimento da Federação Russa. Em adição, 14 cosmonautas empregados pela empresa já receberam o título de "Herói da Federação Russa".